# Camp antique de Goult
Le camp antique de Goult est un site à l'état de vestiges situé à La Lande-de-Goult, en France.

## Localisation
Le site est situé dans le département français de l'Orne, au sud du bourg de Goult, commune intégrée au territoire de La Lande-de-Goult en 1821.

## Architecture
Les vestiges sont classés au titre des monuments historiques depuis le 4 janvier 1963.